# Козловский переулок (Санкт-Петербург)
Козло́вский переулок — переулок в Фрунзенском районе Санкт-Петербурга. Проходит от Волковского проспекта до Бухарестской улицы.

## История
Наименование Козловский переулок известно с 1917 года, дано по фамилии домовладельца.
Первоначально проходил от Волковского проспекта до Стрельбищенской улицы, в 1960-е годы продлён до Бухарестской улицы.

## Достопримечательности
- Ново-Волковское кладбище
- детский сад № 70
- Автотранспортный и электромеханический колледж

## Пересечения
- Волковский проспект — Козловский переулок примыкает к нему.
- Стрельбищенская улица — примыкание.
- Бухарестская улица — Козловский переулок примыкает к ней.

## Транспорт
Ближайшая станции метро — «Бухарестская» и «Волковская». По самому переулку движение общественного транспорта не организовано. Ближайшие остановки расположены на пересечении Бухарестской улицы и улицы Салова: автобусы (36, 54, 57, 59, 74, 76, 91, 117) и трамваи (25, 43, 45, 49)

## Интересный факт
Все дома, находящиеся на Козловском переулке, относятся к Волковскому проспекту, Стрельбищенской улице и Бухарестской улице. Но к самому переулку не относится ни один дом.